# Hyalogyrina rissoella
Hyalogyrina rissoella is een slakkensoort uit de familie van de Hyalogyrinidae. De wetenschappelijke naam van de soort is voor het eerst geldig gepubliceerd in 2009 door Warén & Bouchet.